# مجتبى القزويني
الميرزا مجتبى بن أحمد بن محمد حسين التنكابني القزويني الخراساني (1316 هـ - 1386 هـ). هو رجل دين وفقيه شيعي إيراني من رجال المدرسة التفكيكية التي أسسها وأرسى دعائمها مهدي الأصفهاني إذ أن القزويني كان من الطلبة البارزين للأصفهاني، وتتميز المدرسة التفكيكية باعتقادها بضرورة تجاوز مفاهيم وتعريفات وأصول الفلسفة وعدم إدخالها في فهم النص الديني.
وقد انبرى بعض مصنفي الشيعة لكتابة ترجمة للقزويني في ثنايا مصنفاتهم، وذكروه بالمدح والثناء؛ فقد ذكره على سبيل المثال محمد باقر الملكي،(1) وعلي النمازي الشاهرودي.(2)

## تحصيله الديني
ابتدأ دراسته الدينية (الحوزويَّة) في مسقط رأسه قزوين وفي طهران حيث انتهى من مرحلتي المقدمات والسطوح، ثم آثر الهجرة إلى النجف سنة 1330 هـ ومكث فيها سبع سنين حضر فيها دروس محمد كاظم الطباطبائي اليزدي، ومحمد حسين النائيني، ومحمد تقي الشيرازي، ومحمد كاظم الشيرازي، وغيرهم. ورجع سنة 1337 هـ إلى إيران مقيماً بموطنه قزوين أولاً، ثم انتقل إلى قم ليلتحق بدروس البحث الخارج التي يلقيها عبد الكريم الحائري، ثم انتقل إلى مدينة مشهد سنة 1339 هـ وبقي فيها إلى أخريات أيام حياته.

## مؤلفاته
| - بيان الفرقان. تفسير فارسي يقع في أربع مجلدات. | - رسالة في معرفة النفس. |

## الهوامش
- 1 - قال محمد باقر الملكي في كتابه توحيد الإمامية واصفاً القزويني: ”المولى الأكرم، الأستاذ الأعظم، العالم الرباني، الآية العظمى، العلامة الشيخ مجتبى القزويني الخراساني (قدس الله روحه)، وأسأل الله تعالى أن يكرمه بما أكرم به أوليائه الصالحين وعباده المتقين“.[3]

- 2 - أورد النمازي الشاهرودي في كتابه مستدرك سفينة البحار اسم القزويني قائلاً عنه: ”العَلَم العَلَّام صاحب كتاب بيان الفرقان الحاج شيخ مجتبى القزويني“.[4]